# Églantine (film, 1972)
Pour les articles homonymes, voir Églantine.
Pour plus de détails, voir Fiche technique et Distribution.
 Églantine  est une comédie dramatique française de Jean-Claude Brialy sortie en 1972.
L’histoire est située à la fin du XIXe siècle. Plongeant dans ses propres souvenirs d'une enfance heureuse, passée dans le village de Chambellay en Anjou, auprès de ses grands-parents ; Jean-Claude Brialy y raconte les vacances d’un jeune collégien de bonne famille chez son aimante et souriante grand-mère.

## Synopsis
Aux alentours de 1890, Léopold, un jeune collégien de famille bourgeoise, arrive pour les grandes vacances chez sa grand-mère Églantine. Il retrouve la chaleureuse ambiance qu’il aime tant. La famille est là, au complet : son père, sa mère, des oncles, des tantes, mais surtout Pauline, sa petite cousine préférée. Les journées passent au gré de l’été et la douceur de vivre lui fait oublier le collège. Mais la saison se termine et le retour en classe se rapproche. Par un matin frileux, Léopold apprend la mort de sa grand-mère chérie.

## Fiche technique
- Titre : Églantine
- Réalisation : Jean-Claude Brialy
- Scénario : Jean-Claude Brialy et Éric Ollivier
- Musique : Jean-Jacques Debout
- Photographie : Alain Derobe
- Sociétés de production : Les Films Sirius, Les Films Marquise
- Société de distribution : Compagnie française de distribution cinématographique (CFDC)
- Lieux de tournage : Abbaye du Moncel, Pontpoint (Oise) ; Monthyon parc du château de Lesches (Seine et Marne)
- Pays :  France
- Langue : français
- Format : couleur - 35 mm - 1,37:1 - Son mono
- Genre : comédie dramatique
- Durée : 88 minutes
- Dates de sortie : 25 février 1972
- Affiche : René Ferracci (France)

## Distribution
- Valentine Tessier : Églantine
- Claude Dauphin : Clément
- Odile Versois : Marguerite
- Micheline Luccioni : Yolanda
- Jacques François : Edmond
- Roger Carel : Ernest
- Laure Jeanson : Pauline
- Frédéric : Léopold
- Sylvia Barrouillet : Gilberte
- Darling Légitimus : Lolo
- Marco Perrin : Guillaume
- Dominique Davray : la vendeuse de chapeaux

## Distinctions
Jean-Claude Brialy a remporté la Concha d’argent du meilleur réalisateur au Festival de San Sebastián en 1972.
Le film Églantine a été le premier film récompensé par le prix Jean Le Duc pour la qualité de son scénario.